# Periklész
Periklész (ógörögül: Περικλής, jelentése „dicsőséggel övezett”, Athén, i. e. 495 – Athén, i. e. 429) görög államférfi, szónok, uralkodó és hadvezér. Kiemelkedő és befolyásos államfő volt az ókori Athén aranykorában, különösen a görög–perzsa és a peloponnészoszi háború között. Anyja révén az Alkmaiónidák nagy múltú, befolyásos nemesi családjának leszármazottja.
Periklész olyan nagy hatással volt az athéni társadalomra, hogy a kortárs történetíró, Thuküdidész „Athén első polgárának” nevezte. A Déloszi Szövetséget Athén birodalmává alakította, és ő vezette honfitársait a peloponnészoszi háború első két évében. Athéni vezető szerepének idejét (i. e. 461–429) gyakran nevezik „Periklész korának”, amelybe időnként beleveszik a perzsa háborúkat vagy a halála utáni időszakot egészen az i. e. 4. század elejéig.
Az athéni demokrácia egyik úttörője, amit olyannyira támogatott, hogy kritikusai populistának nevezték.
Támogatta az irodalmat és a művészeteket, aminek köszönhetően Athén az ókori Görögország kulturális és oktatási központjává vált. A perzsák által lerombolt várost újjáépíttette, köztük az Akropolisz máig fennmaradt épületeit, így a Parthenónt is. Ez a merész vállalkozása amellett, hogy megszépítette Athént és növelte fényét, munkát is adott az embereknek.

## Fiatalkora
Periklész valószínűleg i. e. 495-ben született, a pontos évszám azonban bizonytalan. I. e. 492–491-nél később nem születhetett, mert Aiszkhülosz Perzsák című drámájában már nagykorú volt, ugyanakkor i. e. 498 előtti születése is valószínűtlennek tűnik, mert a görög–perzsa háborúk i. e. 480–479-es eseményeiben való részvételéről nincsenek feljegyzések, de ez az érvelés nem elfogadott, mert csupán a bizonyítékok hiányára épít.
Attikának az Athéntól északra eső, Kholargosz nevű démoszából (tartományából), az Akamantisz phüléből (törzsből) származott, mindkét ágon előkelő családból: apja Xanthipposz, athéni arkhón és hadvezér volt, akit i. e. 484-ben cserépszavazással száműztek, de öt évvel később, a Mükalé-hegyfoknál vívott csatában már ő vezette győzelemre a görögöket, ahogyan a hellészpontoszi Szésztosz városának elfoglalásánál is. Anyja Agariszté volt, a nagyhatalmú, ám vitatott megítélésű Alkmaiónidák sarja, az athéni demokráciát megreformáló Kleiszthenész unokahúga (Plutarkhosz Kleiszthenész unokájának tartja, de ez időrendileg valószínűtlen, ezért az unokahúg-nagybácsi kapcsolat az általánosan elfogadott). Plutarkhosz azt írja, hogy „Agariszté egyszer azt álmodta, hogy oroszlánt szült, s néhány nappal később világra hozta Periklészt. Az egyébként arányos testalkatú gyermek feje feltűnően hosszú volt. Egyes feltételezések szerint ezért ábrázolták Periklészt szobrain majdnem mindig sisakkal a fején, mivel a szobrászok valószínűleg nem akarták, hogy fejformája miatt kigúnyolják.” A sisakkal való ábrázolás igazi oka azonban nem ez volt, hanem az, hogy katonai rangjának, a sztratégosznak a sisak volt a szimbóluma.
A marathóni csata idején még csak 5 éves volt, tíz évvel később viszont, amikor Xerxész serege elárasztotta Attikát, és az athéniaknak ki kellett üríteniük városukat, ott volt a Szalamisz szigetére menekülők között Periklész családja is. Fiatalkorát visszahúzódva, idejét főleg tanulmányainak szentelve töltötte, a néptől távol tartotta magát, mert külső megjelenésében és hanghordozásában Peiszisztratoszra, a zsarnokra emlékeztetett. Családjának kiemelkedő szerepe és vagyona lehetővé tette, hogy a kor legnagyobb mestereitől tanuljon zenét (Damón vagy Püthokleidész lehetett a tanára), valamint őt tartják az első politikusnak, aki komoly jelentőséget tulajdonított a filozófiának. Olyan filozófusok társaságát élvezhette, mint Prótagorasz, Zénón vagy Anaxagorasz. Anaxagorasz, akivel igen jó barátok lettek, nagy hatással volt gondolkodásmódjára és szónoki képességeinek fejlődésére. Tartózkodott a politikai élettől, nehogy cserépszavazással (osztrakiszmosszal) száműzzék; inkább a katonai pályát választotta, s mint hadvezér, kitüntette magát hozzáértésével és bátorságával.

## Politikai karrierje i. e. 431-ig

### Karrierjének kezdete
Plutarkhosz szerint Periklész negyven éven át állt az athéniak élén, ami azt jelenti, hogy már az i. e. 460-as évek elejétől vezető szerepben volt. Ezekben az években igyekezett mintapolgárként élni és védeni magánéletét. Az időszak meghatározó athéni politikusai Periklész mellett Kimón (Miltiadész fia), Ariszteidész és Ephialtész voltak. Kimón és Ariszteidész az arisztokratákat képviselték, és nem nézték jó szemmel a demokrácia túlzott megerősödését. Ariszteidész hozta létre a Déloszi Szövetséget, folytatni akarták a perzsaellenes harcot, másrészt viszont lehetőleg fenn akarták tartani Spártával a jó viszonyt. Velük szemben álltak a demokraták, Periklész és Ephialtész. Periklész maga is arisztokrata családból származott, valamint antidemokratikus nézetekkel rendelkezett, azonban látva, hogy Kimón nagyon közkedvelt volt az előkelő körökben, a nép pártjára állt a gazdag oligarchákkal szemben, hogy biztonságot és tekintélyt szerezzen magának Kimónnal szemben. Periklész és Ephialtész Themisztoklész politikáját vitte tovább, aki a flottaépítést és a flotta legénységét képező társadalmi réteg támogatását tartotta a legfontosabbnak, vagyis a demokrácia egyre szélesebb körű kiterjesztését. Ezzel együtt járt ugyan az is, hogy nagyon a szívükön viselték a Déloszi Szövetség ügyét, féltékenyen vigyáztak rá, hogy szét ne hulljon ez a tömörülés, sőt, igyekeztek minél jobban kiterjeszteni.
Periklész első politikai szereplése, amelyet számon tartott a hagyomány, a Kimón elleni perben (i. e. 463) vállalt ügyészi szerepe volt. Ennek a pernek a pikantériáját az adta, hogy a két főszereplő apja i. e. 489-ben részt vett már egy nagyon hasonló perben: Miltiadész egy évvel marathóni győzelme után félbehagyta Párosz eredménytelen ostromát, és sebesülten hazatért. Ezért azt a – minden valószínűség szerint hamis – vádat emelték ellene, hogy „megvesztegette az ellenség”. A vádló Xanthipposz, Periklész apja volt. El is ítélték Miltiadészt, először halálra, majd mérsékelték a büntetését, 50 talentum megfizetésére kötelezték, ami azonban megfizethetetlen összeg volt számára, ezért bebörtönözték, ahol még abban az évben meghalt. A büntetést később Kimón fizette meg helyette. I. e. 463-ban Kimónt is azzal vádolták, hogy megvesztegette az ellenség, I. Alexandrosz makedón király, őt azonban felmentették. Periklész első politikai szereplése tehát eredménytelen volt, a felmentő ítélet pedig még jobban megnövelte a már amúgy is népszerű, többszörösen győztes hadvezér, Kimón tekintélyét.

### Kimón száműzése
A demokraták a Spártával való kapcsolatokban is Themisztoklész nyomdokain jártak: a két városállam között fennálló korábbi szövetséget idejétmúltnak tartották, teljesen el akartak szakadni Spártától. I. e. 464-ben helótalázadás tört ki Spártában, a szorongatott spártaiak pedig Athéntól kértek segítséget. Periklész és Ephialtész minden erejükkel rá akarták venni a népgyűlést, hogy utasítsa el a kérést, Athénnak ugyanis nem volt érdeke Spárta megerősödése. De megint erősebbnek bizonyult Kimón, az ő javaslatára elfogadták, hogy saját vezérletével 4000 nehézfegyverzetű katonát küldjenek Spárta megsegítésére. Azonban ez a 4000 fő a tehetősebb athéni polgárok közül került ki, és nem a demokraták fő bázisából, a hajókon szolgálatot teljesítő szabad születésű szegényekből, ami hozzájárult ahhoz, hogy Kimón távollétében megerősödjön a népgyűlés demokrata szárnya. Ezt az alkalmat használta fel Ephialtész arra, hogy megnyirbálja Athén egykori legbefolyásosabb bírói-politikai testületének, az Areioszpagosznak a hatáskörét. Periklész számára ez azért volt fontos, mert az Areioszpagoszba a hivatali idejüket sikeresen teljesítő arkhónok kerülhettek be, akiket viszont ősidők óta sorsolással választották, ezért Periklész nem lehetett tagja ennek a testületnek. Az ekklészia különösebb ellenállás nélkül fogadta el a törvényjavaslatot. Ez a reform a „radikális demokrácia” korszakának kezdetét jelentette. A demokraták fokozatosan dominánssá váltak az athéni politikában, Periklész pedig hajlandó volt olyan populista politikát folytatni, amellyel a népet ki tudta elégíteni. Az arisztokraták pedig még jobban meggyengültek azáltal, hogy Kimón expedíciója eredménytelen volt. A bizalmatlanná vált spártaiak egy idő után sértő módon hazaküldték Kimónt a számukra „hasznavehetetlen” athéni segítséggel együtt. Az athéniak mély megbántása már önmagában Kimón ellen fordította a közhangulatot, az a hibája azonban, hogy ilyen kedvezőtlen körülmények között követelte a népgyűléstől az Areioszpagoszról hozott döntések hatálytalanítását, még tovább rontott a helyzetén.
I. e. 461-ben Periklésznek sikerült elérnie, hogy cserépszavazással száműzzék Kimónt tíz évre azzal az indokkal, hogy Kimón elárulta Athént azzal, hogy Spárta barátjaként viselkedett. Ugyanebben az évben Ephialtész politikai gyilkosság áldozata lett. Arisztotelész szerint a tanagrai Arisztodikosz volt a gyilkos, Plutarkhosz pedig Idomeneuszt idézi, aki szerint Periklész ölte meg, de azt is megemlíti az életrajzíró, hogy nem hisz neki, mivel szerinte ez a fajta magatartás nem jellemző Periklészre. A gyilkosság következtében kizárólagosan Periklészhez került a politikai vezetés, amit egészen i. e. 429-ig nem is adott ki a kezéből.
Periklész Kimón száműzése után is folytatta populista politikáját. Először a szegények ingyenes színházlátogatását tette lehetővé (theórikon), majd i. e. 458–457-ben csökkentette az arkhónsághoz szükséges földbirtok nagyságát, végül valamivel i. e. 454 után a város legfelsőbb bíróságában, a Héliaiában esküdtként részt vevő polgároknak bőséges fizetést biztosított szolgálataikért (dikasztikon). Bevezette az állami hivatalok díjazását is. Legellentmondásosabb intézkedése azonban az az i. e. 451-es törvény volt, amely az athéni állampolgárságot mindkét szülő athéni voltához kötötte. Meglepő a polgárjognak ez a fajta korlátozása már csak azért is, mert tudjuk több athéniról, aki a történelemben jelentős szerepet játszott, hogy ősei anyai ágon nem voltak athéni polgárok. A legismertebbek Themisztoklész, Kimón és Thuküdidész voltak. Sőt, később Periklésznek a halála után életben maradt egyetlen fia is, akinek a milétoszi Aszpászia volt az anyja, csak kivételesen, külön népgyűlési határozat alapján kapta meg az athéni polgárjogot.

### Az első peloponnészoszi háború

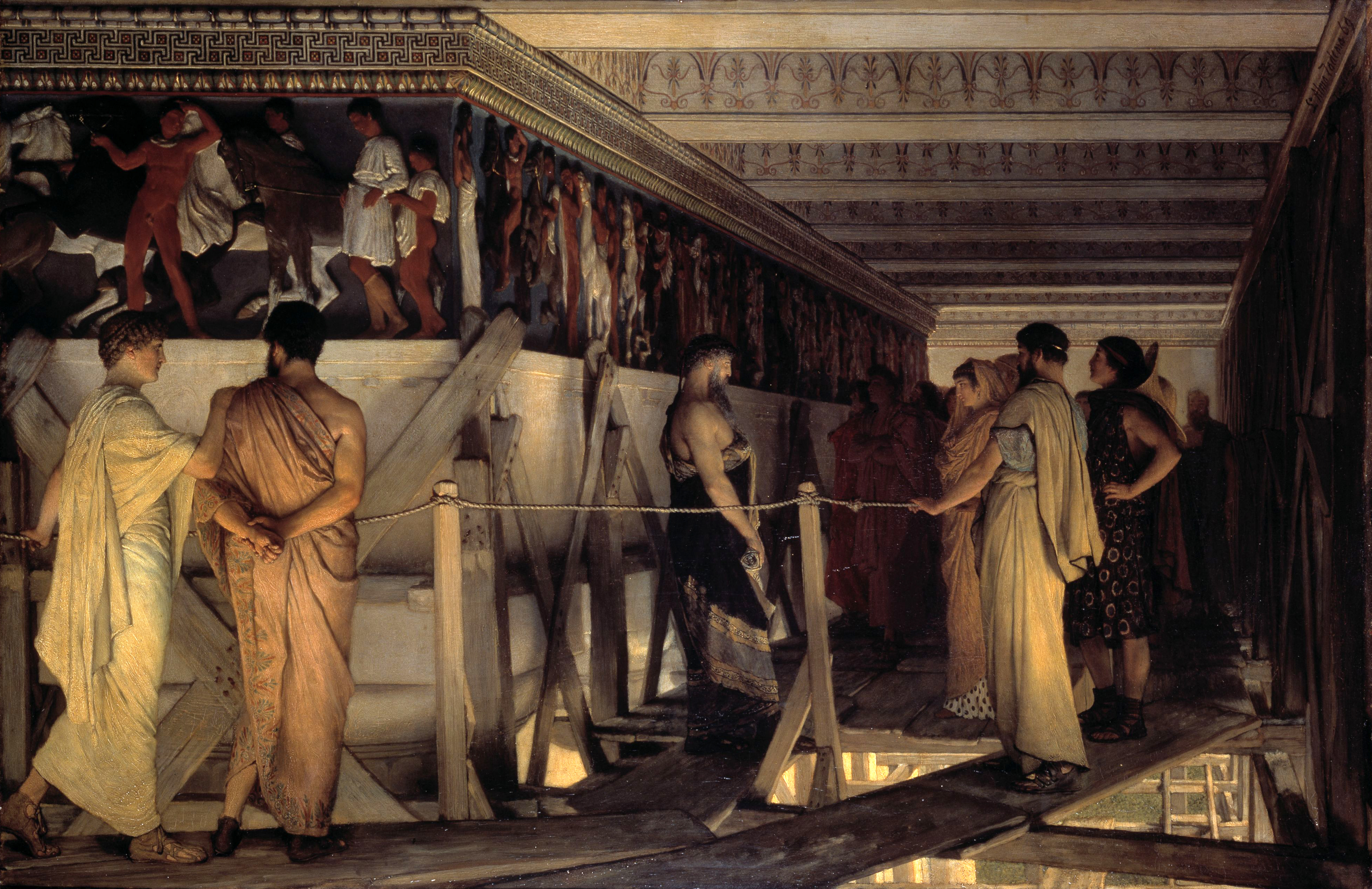
Sir Lawrence Alma-Tadema festménye, amelyen Pheidiasz a Parthenón frízét mutatja Periklésznek, Aszpásziának és Alkibiadésznak (1868, Birmingham Museum & Art Gallery)

Az i. e. 462-es helótalázadás idején a spártaiak ellenséges viselkedése elmérgesítette Athén és Spárta kapcsolatát. A két város szembenállása azt eredményezte, hogy Athén a következő évben Spárta helyett annak ellenségeivel, Argosszal, Thesszáliával, majd a Peloponnészoszi Szövetséget elhagyó Megarával szövetkezett. Periklész ezt nem helyeselte, mert ő ugyan nem volt Spárta-barát, de a fegyveres összecsapást szerette volna elkerülni vagy legalább elodázni. Azonban az i. e. 460-ban Korinthosz és több más peloponnészoszi városállam ellen kezdődött ütközetek többé-kevésbé sikeres kimenetele miatt egyelőre nem érvényesült Periklész óvatossága. Mindeközben Inarosz líbiai király a Déloszi Szövetség segítségét kérte Egyiptom perzsa uralom alól való felszabadításához, ami az athéniaknak mind gazdasági, mind politikai szempontból komoly előnyére vált volna, ezért 200 hajót küldtek a lázadás megsegítésére, ami komoly anyagi befektetésnek számított. Periklész azonban kezdettől az Egyiptom ügyeibe való beavatkozás ellen volt, de ezen a vonalon sem érvényesülhetett még a politikája, mivel nem csak az arisztokraták, de még a demokraták egy része is ellenkezően vélekedett. A kezdeti egyiptomi sikerek pedig ugyanúgy Periklész ellen szóltak, mint ahogyan az európai hadszíntéren történtek.
Spárta a háború első éveiben többé-kevésbé tétlen maradt, azonban i. e. 457-ben az első komoly Athén elleni ütközetben, a tanagrai csatában győzelmet arattak. I. e. 454-re Athén egyiptomi kísérlete is teljes kudarcba fulladt, összesen 35 000 embert és 200 hajót veszítettek. Periklész első katonai megmozdulásaira i. e. 454-ben került sor, amikor Sziküónt és Akarnaniát támadta sikeresen. I. e. 451-ben azonban visszahívta Kimónt száműzetéséből, aki ötéves fegyverszünetet kötött a spártaiakkal. Periklész vélhetően beleegyezett abba, hogy Kimón folytathassa „életművét”, a perzsaellenes háborút, ő pedig cserébe szabad kezet kapott a belpolitikában.
Nem sokkal a Spártával kötött fegyverszünet után az athéniak és szövetségeseik újra nagy hajóhadat állítottak ki, és Kimón vezetésével i. e. 451–450-ben Küprosz ellen indultak. A küproszi Szalamisz szigetnél legyőzték a perzsákat, azonban Kimón az egyik város ostroma közben betegségben elhunyt. I. e. 449-ben Athén és a perzsák között megköttetett a Kalliász-féle béke, amelynek megtörténtét azonban több történész is kétségbe vonja.
I. e. 449-ben a spártaiak háborút indítottak a Delphoit uralmuk alatt tartó phókisziak ellen (második szent háború), és visszaadták a szentélyt a delphoiaknak. Amint azonban a spártai hadak elvonultak, Periklész megjelent az athéni seregek élén, és visszahelyezte a phókisziakat a szentély birtokába. I. e. 447-ben kiűzte a barbárokat a Gallipoli-félszigetről, hogy athéni gyarmatokat létesíthessen. Alig telt el azonban a Spártával kötött ötéves fegyverszünet, Athént – amint kiújultak a harcok Spártával – máris újabb összeomlás fenyegette. Az athéni sereget Boiótiában megsemmisítették, Megara elszakadt Athéntól, Euboián lázadás tört ki, a spártaiak pedig betörtek Attikába. Periklésznek azonban tárgyalással és vesztegetéssel sikerült elérnie, hogy a spártai sereg hazatérjen. A válság hivatalos végét az i. e. 446–445 telén megkötött harmincéves béke jelentette, amelyben Athén lemondott a Közép-Görögországban i. e. 460 óta szerzett érdekeltségeinek nagy részéről, hogy erejét az euboiai lázadás leverésére összpontosíthassa, valamint mindkét városállam beleegyezett, hogy nem próbálják saját oldalukra állítani a másik város szövetségeseit. Periklész ennek a békének a megkötését egyszerűen az ellenség megvesztegetésével érte el. Úgy tűnik, Spárta megvesztegetése Periklész külpolitikájának nélkülözhetetlen és szerves része volt. Mint Plutarkhosz – Theophrasztoszra hivatkozva – írja, Periklész állítólag minden évben titokban 10 talentumot küldött Spártába a befolyásos politikusoknak. Így vásárolta meg tőlük nemcsak a békét, hanem azt is, hogy Athén közben felkészülhessen a később elkerülhetetlen összecsapásra.

### A konzervatívok feletti győzelem
I. e. 444-ben a konzervatívok új vezetője, Thuküdidész (nem keverendő össze a nála fiatalabb történetíróval) megvádolta Periklészt a népgyűlés előtt azzal, hogy az építkezésekre fordított költekezéseivel tönkreteszi az állam pénzügyeit. Eleinte sikerült az ekklésziát az oldalára állítania, azonban amikor Periklész azt válaszolta, hogy hajlandó megtéríteni a város költségeit saját vagyonából azzal a feltétellel, hogy az épületeket az ő nevében áldják meg, Thuküdidész váratlan és gyors vereséget szenvedett. I. e. 442-ben Thuküdidészt osztrakizálták, így az athéni politikai színtér ismét Periklész kizárólagos fennhatósága alá került. Periklészt i. e. 444 és 430 között minden évben megválasztották a tíz sztratégosz egyikének (de az is előfordult, hogy a tízen felül ő lett a tizenegyedik „fősztratégosz”), ez volt az egyetlen hivatal, amit életében betöltött, nagy befolyása azonban Athén tényleges urává tette.

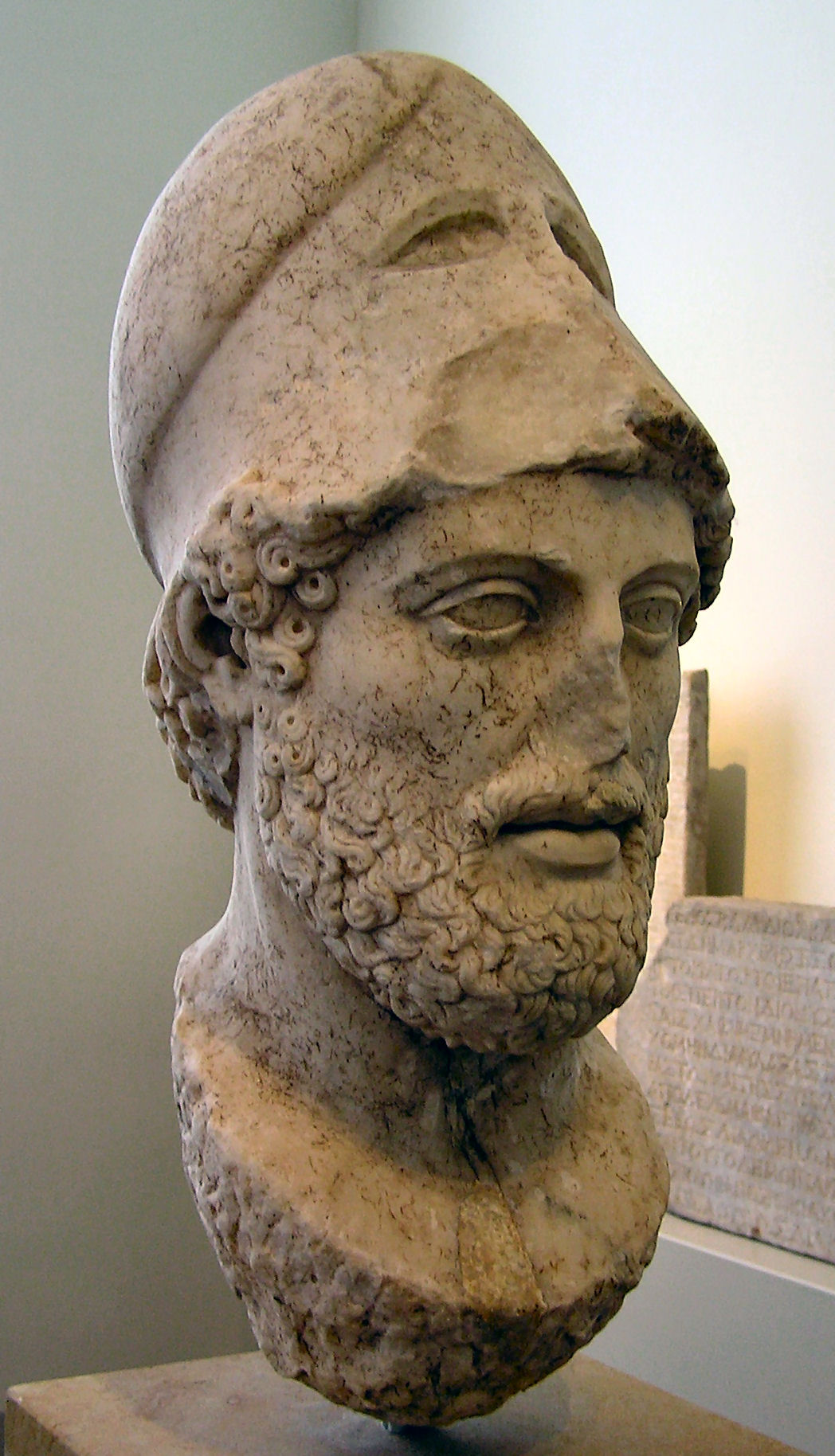
Krészilasz mellszobra Periklészről, Altes Museum, Berlin

### A szövetség átalakulása
Periklész, hogy Athén görögországi vezető szerepét fenntartsa, meg akarta erősíteni a Déloszi Szövetség tagjai fölötti athéni uralmat. Habár az a folyamat, aminek során a szövetség Athén birodalmává alakult, már jóval Periklész kora előtt elkezdődött, amikor a szövetség tagjai úgy döntöttek, inkább pénzt fizetnek hozzájárulásként (phórosz) Athénnak ahelyett, hogy hajókat küldenének a szövetség flottájába, ezt a folyamatot Periklész gyorsította fel intézkedéseivel, majd be is teljesítette. A Déloszi Szövetség ügyében kérlelhetetlenül szigorú és következetes volt. Nemcsak a szövetségből való kilépéseket nem tűrte, és fegyveres erővel kényszerítette vissza az elszakadni akaró szövetségeseket, de gyakran útját állta még az enyhébb függetlenségi törekvéseknek is. Minden lehetséges alkalmat megragadott arra, hogy egy-egy szövetséges városban megbuktassa az arisztokratákat, és helyettük a demokrácia uralmát vezesse be.
A birodalommá válás felé vezető utolsó lépéseket Athén egyiptomi kudarca idézhette elő, ami megkérdőjelezte Athén dominanciáját az Égei-tenger térségében, és több szövetséges városban – például Milétosz és Erüthrai – lázadáshoz vezetett, amit azonban i. e. 450–449-re levertek. I. e. 454-ben Szamosz javaslatára – valószínűleg athéni sugalmazásra – a nagyobb biztonság kedvéért a szövetség pénztárát Déloszról Athénba szállították. Ebből a pénztárból finanszírozta Periklész nagyratörő építkezéseit az Akropoliszon, közte a Propülaiát, a Parthenónt és Pallasz Athéné aranyszobrát is, amelyet Periklész barátja, Pheidiasz alkotott. Ángelosz Vláhosz görög akadémikus szerint ez volt a történelem egyik legnagyobb sikkasztása, ami azonban lehetővé tette az ókori világ néhány legkiválóbb művészeti alkotásának létrejöttét.

### A szamoszi háború
A szamoszi háború a peloponnészoszi háborút megelőzően az egyik utolsó háborús esemény volt. I. e. 440-ben kisebb háború tört ki a Déloszi Szövetség két tagja, Szamosz és Milétosz között: mindkettő igényt tartott Priénére. Az ekkorra már jóval gyengébb Milétosz az athéni népgyűlést akarta felkérni döntőbíráskodásra. A szamoszi demokratáknak – akik ellenzékben voltak – nem is lett volna kifogásuk ez ellen, de tiltakoztak Athén beavatkozása ellen a Szamoszban uralmon lévő arisztokraták. Erre aztán megjelent Szamoszban az athéni hajóhad élén Periklész, és megbuktatta az arisztokrata kormányt. Demokratákra bízta az államügyek vezetését, 100 arisztokrata túszt pedig átszállított Lémnosz szigetére, és az ott élő athéni gyarmatosok őrizetére bízta. Plutarkhosz szerint a szamoszi beavatkozásban szerepet játszott az is, hogy Periklész kedvesének, Aszpásziának akart a kedvére tenni.
Alig ért haza azonban Periklész Athénba, amikor a szamoszi arisztokraták – perzsa segítséggel – elkergették a Periklész által hatalomra juttatott demokratákat, kiszabadították a lémnoszi túszokat, és bejelentették, hogy kilépnek a Déloszi Szövetségből. Ugyanekkor elpártolt Athéntól Büzantion is. Erre Periklész elindította egyik legnagyobb hadi vállalkozását, a Szamosz és Büzantion elleni háborút. Előbb i. e. 439-ben a szamoszi hajóhadat győzte le, majd kilenc hónapig tartó ostrom után elfoglalta az egész szigetet. Utána arra kényszerítette Szamoszt, hogy rombolja le bástyáit, adja át hajóit, és fizesse meg a háború összes költségét. Ezenkívül el kellett fogadniuk a szamosziaknak a rájuk erőszakolt demokrata alkotmányt is. Ezt követően a büzantioni felkelést is leverte, majd Athénba visszatérve gyászbeszédet mondott a hadjáratban elhunyt katonák emlékére (nem keverendő össze a peloponnészoszi háború alatt elmondott híres gyászbeszédével).
Periklész tehát igyekezett növelni hatalmát a Déloszi Szövetségen belül, amikor pedig visszakényszerítette valamelyik elszakadni vágyó várost vagy szigetet Athén szövetségi rendszerébe, mindig ki-kihasított egy-egy darabot megművelhető földjükből athéni gyarmatosítók számára. Kettős célja volt az ilyen, Athénban sorsolás útján kiosztott gyarmatoknak, az ún. klérukhiáknak: egyrészt így földhöz jutottak a rászoruló vagy arra igényt tartó föld nélküli polgárok, másrészt pedig a kitelepített gyarmatosokat fel lehetett használni a szövetségesek fékentartására. Ilyen klérukhiákat hozott létre Androsz és Naxosz szigetén, az itáliai Thurioiban (i. e. 444), valamint Amphipoliszban (i. e. 437–436). I. e. 438 és 436 között az athéni flottát Pontoszba vezette, ahol a térség görög gyarmatvárosaival sikerült baráti viszonyt kialakítania. Periklész nevéhez fűződik az Athént kikötőjével, Pireusszal összekötő ún. középső fal megépítése is, amelynek célja az volt, hogy Athén ostrom idején se legyen a kikötőjétől elvágva. A kettős fal hossza 10 sztadion volt.

### A személye elleni támadások

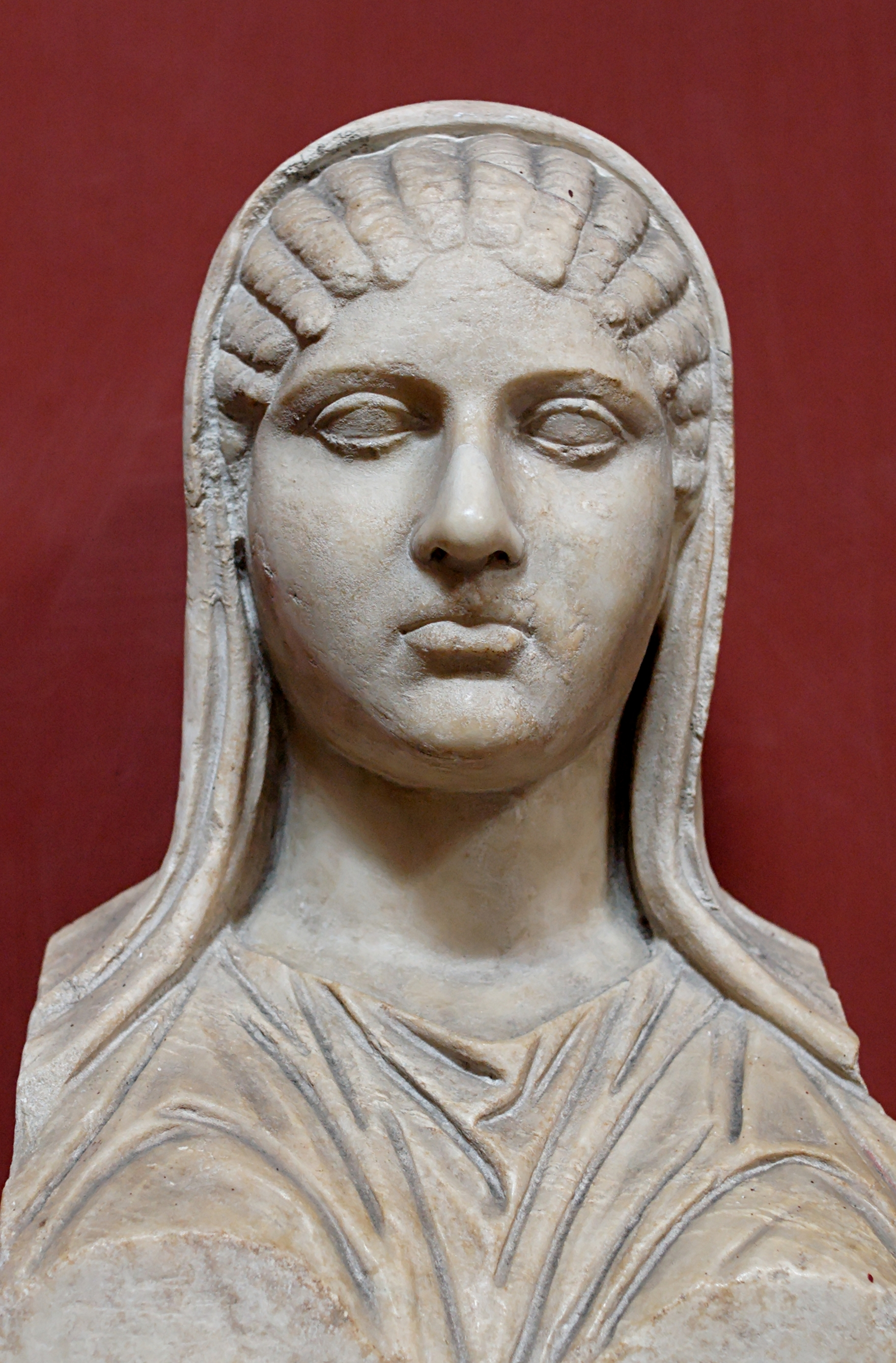
A milétoszi Aszpászia] (kb. i. e. 469 – kb. i. e. 406), Periklész kedvese

Periklész és barátai sem kerülhették el a támadásokat, hiszen attól, hogy valaki kiemelkedett az athéni vezetők közül, még nem volt egyeduralkodó. A peloponnészoszi háború kitörése előtt nem sokkal Periklészt, barátját, Pheidiaszt és kedvesét, Aszpásziát, személyes és bírósági támadások sorozata érte.
Pheidiaszt, aki az építkezések irányításával volt megbízva, először a Pallasz Athéné-szoborra szánt arany elsikkasztásával, majd istentelenséggel vádolták, mert, ahogy Plutarkhosz írta, „az istennő pajzsán az amazonok elleni háborút ábrázoló domborművön megmintázta saját magát mint kopasz öregembert, aki követ emel fel két kezével, és mert ugyanott igen sikerülten ábrázolta Periklészt is, amint egy amazonnal harcol”. Periklész ellenségei még egy Menón nevű hamis tanút is találtak.
Aszpászia a milétoszi Aksziókosz lánya volt, akinek kedvéért Periklész elvált feleségétől, és csak azért nem vehette el, mert idegen volt. Kiváló társalkodó és tanácsadó képességeiről ismerték, az athéniak csípős megjegyzéseitől azonban nem maradt sértetlen: azzal vádolták, hogy megrontja az athéni asszonyokat, azért, hogy azok Periklész perverz vágyait kielégítsék. Az ellene felhozott vádak minden bizonnyal be nem bizonyosodott rágalmazások voltak, ennek ellenére nagyon kellemetlenek voltak Periklésznek. Habár Aszpásziát felmentették egy Periklésztől ritkán hallott, magas érzelmi hőfokú védőbeszédnek köszönhetően, Pheidiasz a börtönben meghalt, Periklész egy másik barátját, Anaxagoraszt pedig az ekklészia vallásos meggyőződése miatt támadta, ugyanis azt tanította, hogy a Nap „izzó kőtömeg”, a Hold anyaga meg ugyanolyan, mint a Földé. Bár Periklész meg tudta akadályozni, hogy halálra ítéljék barátját, de Anaxagorasz ezek után mégis jobbnak látta, ha elhagyja Athént, és élete utolsó éveit egy másik görög városban éli le.
Ezeken a vádakon túl Periklészt a közpénz látszólagos hűtlen kezelése és tékozlása miatt is támadta a népgyűlés. Plutarkhosz szerint Periklész annyira tartott a rá váró tárgyalástól, hogy nem hagyta, hogy az athéniak behódoljanak a lakóniaiaknak. K. J. Beloch német történész szerint Periklész kierőszakolta a háborút, hogy védje saját politikai pozícióját. Tehát a peloponnészoszi háború kezdetén Athén abban a kínos helyzetben találta magát, hogy jövőjét egy olyan politikusra kellett bíznia, akinek több mint egy évtized után megkérdőjeleződött kiválósága.

## A peloponnészoszi háború

### A háború előzményei

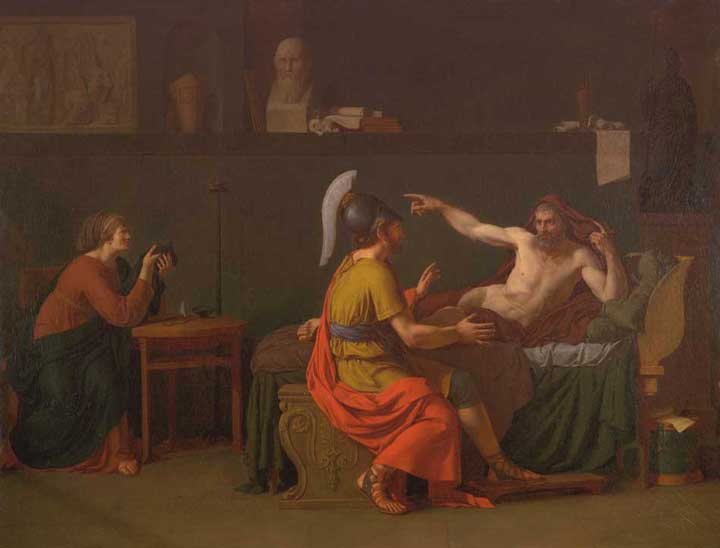
Anaxagorasz és Periklész Augustin-Louis Belle (1757–1841) festményén

A peloponnészoszi háború okait sokat vitatják, de számos ókori történész (pl. Plutarkhosz, Thuküdidész) Periklészt és Athént teszi felelőssé a háború kirobbanásáért. Periklész meg volt győződve, hogy a háború a spártaiak ellen, akik nem tudták leplezni az athéniak görögországi kiemelkedő szerepe miatt érzett irigységüket, ha nem is üdvözlendő, de mindenképpen elkerülhetetlen volt. Éppen ezért nem is habozott segítséget küldeni a kerküraiaknak, akiknek a flottája Spárta legfőbb szövetségese, Korinthosz ellen harcolt. I. e. 433-ban a szübotai csatában ütközött meg a két hajóhad, egy évvel később pedig az athéniak korinthoszi gyarmatosok ellen harcoltak a poteidaiai csatában. Ez a két esemény nagyban hozzájárult Korinthosz szűnni nem akaró Athén-gyűlöletéhez. Mindeközben Periklész Megara ellen kereskedelmi tilalmat hirdetett, ez volt az ún. megarai határozat (vagy pszéphiszma). Ennek értelmében a megarai kereskedőket kitiltották Athén piacairól és a birodalom kikötőiből. Athén ezt azzal indokolta, hogy a megaraiak Démétér istennőnek szentelt földet műveltek, és szökött rabszolgáknak biztosítottak menedéket. Ezeket a tényezőket az athéniak istentagadásnak tartottak.
Szövetségeseikkel egyeztetve a spártaiak küldöttséget küldtek Athénba azt követelve, hogy az Alkmaiónidákat űzzék el (a két évszázaddal korábbi külóni vérbűnért, anyai ágon Periklész is ennek a családnak a sarja volt), és a megarai határozatot vonják vissza, különben háborúra számíthatnak. Ezeknek a követeléseknek a nyilvánvaló célja az athéniak és Periklész közötti viszály szítása volt, ami néhány évvel később be is következett. Ekkor azonban még az athéniak feltétel nélkül elfogadták Periklész utasításait.
Thuküdidész I. és II. könyvében három legendás beszédet adott Periklész szájába. Bár ezek a beszédek távolról sem hitelesek – abban az értelemben, hogy csakugyan így hangzottak volna el az adott alkalmakkor. Igazából még az sem biztos, hogy elhangzottak-e egyáltalán ilyen vagy ehhez hasonló beszédek. Thuküdidész csak jellemzi ezekkel a történelmi helyzetet és annak szereplőit. Thuküdidész saját maga is elismeri, hogy nem volt egyszerű az emlékezetből megörökített beszédekre szóról szóra emlékezni, ezért általában azokat a szavakat adta a szónokok szájába, amik szerinte az adott alkalomhoz a legjobban illettek, természetesen hűen visszaadva az eredeti beszéd tényleges mondanivalóját. Az első beszédben Periklész ellenezte a spártai követelések elfogadását, mivel katonailag erősebb volt Athén. Arra építette haditervét, hogy a háborút megelőző években Athénnak volt a legerősebb flottája az akkor ismert egész világon. Ezzel akarta lépésről lépésre térdre kényszeríteni Spártát és szövetségeseit. Nem volt hajlandó egyoldalú követeléseket elfogadni, mivel az gondolta, ha Athén beadja a derekát ezekben a kérdésekben, akkor Spárta biztosan újabb kérésekkel fog előállni. A beszédben arra is figyelmezteti az athéniaknak, hogy a háborúval egy időben ne akarják hatalmukat is növelni, mert azzal mindent kockára tennének. De azt is megemlíti Periklész, hogy ha Athén gyengeséget mutat, az lázadásokhoz vezethet a birodalmon belül. Ezek szerint világosan látta, mi tartja össze Athén szövetségi rendszerét. Arra kérte tehát a spártaiakat, hogy a megarai határozat visszavonásáért cserébe hagyják abba az idegenek kiűzését területükről (xenélaszia), és ismerjék el szövetséges városaik függetlenségét. Ez utóbbival arra célozott, hogy Spártának a saját szövetségén belüli hegemóniája is – Athénéhoz hasonlóan – nyomasztó volt. Spárta azonban elutasította a feltételeket, ezért mindkét fél elkezdett készülődni a háborúra.

### A háború első éve (i. e. 431)

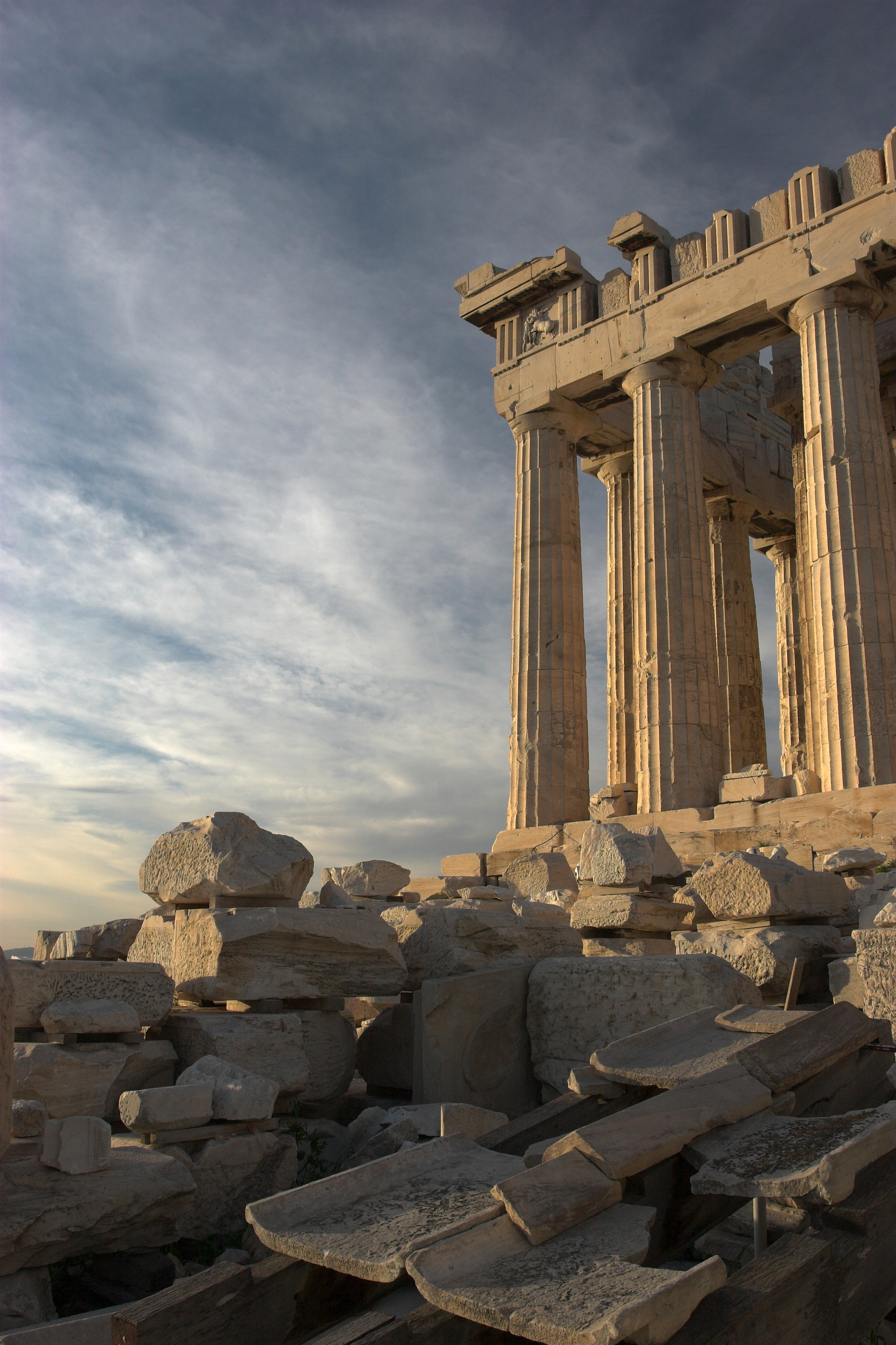
A Periklész által építtetett mestermű, a Parthenón, dél felől

I. e. 431-ben, amikor a harmincéves béke sorsa már bizonytalan volt, II. Arkhidamosz spártai király újabb delegációt küldött Athénba azt követelve, hogy az athéniak tegyenek eleget a spártaiak kéréseinek. Ezt a küldöttséget azonban már nem engedték be Athén kapuin, mivel Periklész korábban hozott egy határozatot, aminek értelmében a spártaiak ellenséges katonai fellépése után küldöttségeiket már nem látják szívesen Athénban. A spártai hadsereg ezalatt Korinthosznál gyülekezett, amit ellenséges viselkedésnek ítéltek az athéniak, ezért nem engedték be küldötteiket. Mivel az utolsó tárgyalási kísérlete is meghiúsult, Arkhidamosz betört Attikába, de egy athénit sem talált ott, ugyanis Periklész pontosan tudta, hogy a spártai stratégia Attika lerohanására fog épülni, és hogy a szárazföldön az ellenség jóval erősebb, mint Athén és szövetségesei, ezért már korábban áttelepítette a régió teljes lakosságát Athén falain belülre.
Nincs olyan forrásunk, amelyből kiderülne, Periklésznek hogy sikerült rávennie Attika lakosságát, hogy a zsúfolt városba költözzenek, ami földjeik és szentélyeik maguk mögött hagyásával és életmódjuk gyökeres megváltoztatásával járt. Annak ellenére tehát, hogy végül beleegyeztek a költözésbe, a vidéki lakosok távolról sem voltak elégedettek Periklész döntésével. Periklész megígérte az athéniaknak, hogy ha az ellenség nem fosztja ki birtokát, fel fogja ajánlani azt a városnak. Erre azért látott jó esélyt, mert Arkhidamoszhoz barátság fűzte, aki még akkor is érintetlenül hagyhatja földjeit, ha lehetősége nyílna a kifosztására, akár barátságból, akár azért, hogy Periklészt elidegenítse az athéni polgároktól.
Látva amint földjeiket fosztogatják, az athéniak fel voltak háborodva, és egyre inkább kifejezésre juttatták, mennyire elégedetlenek vezetőjükkel, aki sokuk szerint belerángatta őket a háborúba. A növekvő feszültség ellenére sem volt azonban Periklész hajlandó beadni a derekát az azonnali lépéseket sürgető kéréseknek, sem pedig változtatni eredeti stratégiáján. A népgyűlés összehívásától is tartózkodott, nehogy a felkorbácsolt indulatok miatt elhamarkodottan a spártaiakkal való nyílt színi ütközet mellett döntsön. Mivel az ekklészia összehívásának joga a gyűlés soros elnökének, a prütanisznak a kezében volt, Periklésznek hivatalosan nem volt lehetősége megakadályozni azt, azonban a prütaniszok Periklész iránti tisztelete elegendőnek bizonyult ahhoz, hogy kívánsága szerint cselekedjenek. Amíg a spártai hadsereg Attikában maradt, Periklész 100 hajóból álló flottát küldött a Peloponnészoszi-félsziget fosztogatására, a lovasságot pedig a városfalhoz közeli, feldúlt tanyák őrzésére. Amikor a spártai fosztogatás véget ért, Periklész hozott egy határozatot, amelynek értelmében az athéni hatóságoknak félre kellett tennie 1000 talentumot és 100 hajót arra az esetre, ha a tenger felől érné támadás a várost. A határozat legszigorúbb pontja ezen javak ettől eltérő felhasználásának még a megemlítését is halállal büntette. I. e. 431 őszén, az athéni sereg megszállta Megarát. Néhány hónappal később pedig Periklész, a sereg vezetője (i. e. 431–430 tele) elmondta híres gyászbeszédét (vagy halotti beszédét) a város szolgálatában elhunyt athéniak tiszteletére. A beszéd lejegyzője, Thuküdidész, a nemzeti gyász komoly, ünnepi hangulatát használja fel arra, hogy az állam vezető politikusával mondassa el, hogy miért érezhetik az athéniak államformájukat, társadalmi berendezkedésüket érdemesnek arra, hogy ezért akár az életüket is adják.

### Utolsó katonai műveletei és halála
I. e. 430-ban a spártai sereg másodszor is fosztogatni kezdte Attikát, de Periklész nem ijedt meg, és nem is revideálta álláspontját a stratégiáról. Nem volt hajlandó szárazföldi csatába bocsátkozni a spártaiakkal, hanem újabb tengeri fosztogató hadjáratot indított 100 hajóval a peloponnészoszi partokhoz. Plutarkhosz szerint az indulás előtt egy napfogyatkozás rémítette meg a legénységet, de Periklész Anaxagorasztól szerzett csillagászati tudásának köszönhetően meg tudta nyugtatni őket. Ugyanennek az évnek a nyarán járvány tört ki és pusztított Athénban, amit a hajók Egyiptomból hoztak be. Pontosan nem tudjuk, milyen betegségről van szó, számos vita tárgyát képezi a mai napig. A tüneteket figyelembe véve azonban a kutatók nagy része szerint tífusz vagy hastífusz lehetett, nem pedig kolera, pestis vagy kanyaró. A járvány következtében előállt új helyzetben az athéniak elkeseredettsége addig nem látott magasságokba tört, ezért Periklésznek, akit a nép a háborúért és a csapásokért okolni kezdett, a Thuküdidész által lejegyzett harmadik beszédében kellett magát megvédenie. Ebben a nagyívű beszédben fény derül Periklész erényeire, de keserűségét is kifejezi honfitársai hálátlansága miatt. Átmenetileg sikerült lecsillapítania a kedélyeket, azonban belső ellenségeinek végső erőfeszítése az ő aláaknázására sikerrel járt: sikerült megfosztaniuk a hadvezéri rangjától, és még büntetést is kiszabtak rá hűtlen kezelés miatt, aminek összegét 15 és 50 talentum közé tehetjük, amit nem tudott megfizetni. Az ókori források Kleónt, a háború idején felemelkedett tetterős politikust nevezik meg a Periklész elleni per ügyészeként.
Azonban i. e. 429-re már nemcsak hogy megbocsátottak az athéniak Periklésznek, de még újra meg is választották sztratégosznak. Nem tudjuk, hogy sikerült visszanyernie a nép bizalmát, a források csak annyit mondanak erről, hogy a nép belátta, hogy Periklésznél jobb vezetője nem lehet. Visszahelyezték az athéni hadsereg élére, és az év folyamán az összes katonai művelet az ő irányítása alatt ment végbe. Ebben az évben azonban elhunyt a járványban Periklész mindkét, első feleségével közös, törvényes fia, Paralosz és Xanthipposz, valamint nővére is. Ez annyira megviselte, hogy a búcsúztatás végén, amikor a temetési szokásoknak megfelelően fel kellett tennie kisebbik fia fejére a halotti koszorút, ő, aki addig mindig fegyelmezetten viselkedett, soha a nyilvánosság előtt érzelmeit nem árulta el, sírva fakadt, zokogott, és még Aszpasziának sem sikerült megvigasztalnia. I. e. 429 őszén ő maga is meghalt a járványban.
Periklészt halálos ágyán legjobb barátai vették körül, akik arról beszélgettek egymás között, milyen nagy ember volt ő; sorra számba vették legnagyobb tetteit, fényes győzelmeit. Abban a hiszemben voltak, hogy az eszméletlennek látszó nagybeteg nem hallja, nem érti már szavukat. Ő azonban váratlanul egyszer csak megszólalt, és arról kezdett beszélni, milyen különös, hogy csupa olyasmiben látják az ő érdemeit, amiben nagy része volt a szerencsének is. Ő inkább abban látná legnagyobb tettét, hogy miatta egy athéni sem öltött fekete ruhát. Periklész a peloponnészoszi háború első két és fél évét érte meg, és Thuküdidész szerint halála nagy csapás volt Athénnak, mert utódai rosszabb politikusok voltak nála: a csőcseléket rossz szokásokra sarkallták, politikájuk pedig instabil volt, inkább arra törekedtek, hogy népszerűek, mintsem hasznosak legyenek. Thuküdidész nem csak sajnálatát fejezte ki egy olyan ember haláláért, akit nagyra tartott, hanem Athén addigi fényének és pompájának a kimúlását is beharangozta.

## Magánélete
Periklész az athéni hagyományoknak megfelelően egyik legközelebbi rokonával házasodott össze, akitől két fia született, Paralosz és Xanthipposz. A házasságuk azonban nem volt boldog, valamikor i. e. 445 körül elváltak, Periklész az asszonyt pedig – családja férfi tagjainak beleegyezésével – egy másik férfinak ajánlotta fel. Első feleségének neve nem ismert, csak annyit tudunk róla, hogy Periklész előtt Hipponikosz volt a férje, akivel közös fiuk volt Kalliasz.
Nagy szerelme a milétoszi Aszpaszia volt, aki a szeretője lett, és úgy éltek együtt, mintha meg lettek volna házasodva. Ez a kapcsolat sok támadásnak volt az alapja, még Periklész fia, Xanthipposz – akinek politikai ambíciói voltak, apjával pedig ellenséges volt a viszonya – sem habozott apját megrágalmazni. Ezek a rágalmazások azonban nem szegték Periklész kedvét, habár még sírnia is kellett azért, hogy megmentse az athéni társadalom megrontásával vádolt Aszpasziát. Legnagyobb családi vesztesége az volt, amikor az athéni járvány elragadta nővérét és két törvényes fiát is. Halála előtt az athéniak még teljesítették azt a kívánságát, hogy Aszpasziával közös fél-athéni gyermekét, az ifjabb Periklészt, akit az általa javasolt, és i. e. 451-ben elfogadott törvény miatt nem tekintettek athéni polgárnak, vegyék fel a polgárok névjegyzékébe, és tekintsék törvényes gyermekének. Nem tudhatta, hogy ugyancsak az athéni népgyűlés alig néhány évvel később ugyanezt a polgárrá minősített, egyetlen életben maradt fiát egy nem túl jelentős mulasztás miatt kivégezteti majd.

## Megítélése
Periklész neve egy egész korszakot fémjelzett, legfontosabb döntéseinek megítélése azonban nagyon ellentétes, ami egy hozzá hasonló jelentőségű államférfi esetében teljesen természetes. Még nehezebbé teszi objektív megítélését, hogy mind politikusként, mind hadvezérként, mind szónokként komoly életművet hagyott maga után.

### Politikusként
Amíg néhány jelenkori történész demagóg, populista héjának tartja Periklészt, mások csodálják karizmatikus vezetői képességeit. Plutarkhosz szerint miután átvette Athén irányítását, „Periklész magatartásában ekkor már igen nagy változás ment végbe; megszűnt a néppel szemben tanúsított engedékenysége, nem hajolt meg könnyen a tömeg kívánságai előtt, amelyek úgy változtak, akár a szél járása.” Amikor Periklész politikai ellenfelét, Thuküdidészt megkérdezte II. Arkhidamosz spártai király, hogy ő vagy Periklész a nagyobb küzdő, habozás nélkül azt válaszolta, hogy Periklész, mert ő még vereség után is el tudja hitetni, hogy győzött. Az ókori történészek szemében Periklész jelleme kritikán felül állt, mert „soha nem hagyta magát megvesztegetni, de azért nem hanyagolta el saját vagyonát sem.”
Thuküdidész, Periklész csodálója, fenntartotta, hogy az athéni berendezkedés „nevében ugyan demokrácia, a valóságban azonban az első embernek az uralma volt”. Ezen a megjegyzésen keresztül szemlélteti a történetíró azt, ami az ő felfogása szerint Periklész karizmatikus vezetői, meggyőzési és – időnként – manipulatív képessége volt. Habár Thuküdidész megemlíti Periklész megbírságolását, de azt már nem, hogy milyen vádak alapján szabták ki rá a büntetést, hanem inkább Periklész becsületességére koncentrál. Ez is mutatja Thuküdidész Periklésszel szembeni elfogultságát. Platón ugyanakkor nem volt hajlandó dicsőíteni Periklészt, szerinte a közhivatalok megfizetésének bevezetésével lustává, szószátyárrá és kapzsivá tette az athéniakat. Plutarkhosz ezt úgy fogalmazta meg, hogy „ő szoktatta rá a népet a klérukhiára és a theórikára, amelyek miatt a valamikor józan és dolgos athéni nép erkölcsileg megromlott, költekezővé vált, és nem lehetett többé féken tartani.” Plutarkhosz elmondja róla, hogy kerülte a néppel való túlságosan sok érintkezést. A népgyűlést se látogatta valami szorgalmasan. Beszédet csak valóban fontos alkalmakkor tartott. A tőle származó javaslatokat inkább barátai, bizalmasai terjesztették elő.

### Hadvezérként
Periklész több, mint 20 éven át vezetett hadjáratokat, főleg tengeren. Hadjárataiban azzal szerezte a legnagyobb elismerést, hogy semmit nem kockáztatott. Soha nem vállalt olyan harcot, amelynek kimenetele bizonytalannak vagy veszélyesnek látszott, és nem csodálta, nem irigyelte, de nem is utánozta az olyan hadvezéreket, akik hírnevüket annak köszönhették, hogy a szerencse kedvezett nekik, vagy kockázat árán szerezték meg a győzelmet; mindig azt mondogatta polgártársainak, hogy ha tőle függne, akár örökké élhetnének. Egyik legnagyobb büszkesége az volt, hogy miatta egy athéninak sem kellett gyászruhát öltenie; azonban amikor a szamoszi győzelem után hazatért, Kimón nővére azt kérdezte tőle: mit gondol, hány polgár életébe került ez a háború, amelyet nem is idegenek ellen vívott, hanem amivel egy szövetséges görög államot tett tönkre. Hadpolitikáját Themisztoklész alapelvére építette, miszerint Athén kiemelkedő szerepe a tengeri fölényén múlik, és úgy gondolta, hogy a peloponnészosziak szinte verhetetlenek szárazföldön. Periklész az athéni városfal újjáépítésével is megpróbálta a spártaiak előnyét minimálisra csökkenteni.

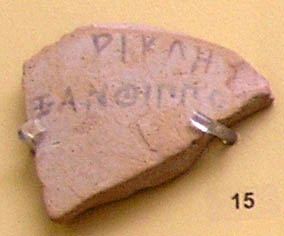
Periklész neve egy osztrakonon (i. e. 444–443 körül), Agora Múzeum, Athén. Az osztrakonon csak a ΡΙΚΛΉΣ töredék olvasható.

A peloponnészoszi háborúban Periklész védekező stratégiájának célja a status quo fenntartása mellett az ellenfél kimerítése volt. Semmiképpen nem akarta beadni a derekát a spártai követeléseknek (így a megarai határozat eltörlésének sem), és erősen ellenezte a háború ideje alatti terjeszkedést. Ez utóbbiban szerepe lehetett az egyiptomi expedíció kudarcának, amely hadműveletet állítólag ő maga is támogatott. Annak ellenére, hogy a stratégiája népszerűtlen volt az athéniak között, sikerült rávennie őket, hogy kövessék azt. Hans Delbrück német történész ezért is nevezte őt a történelem egyik legnagyobb államférfijának és katonai vezetőjének. Habár utódai a halála után több agresszív műveletet is végrehajtottak, az athéniak alapvetően hűek maradtak a periklészi stratégiához: ahelyett, hogy tovább terjeszkedtek volna, megpróbálták megtartani a birodalmat, egészen a szicíliai kalandig. Ben X. de Wet szerint a stratégia sikeres lett volna, ha Periklész tovább él.
Periklész haditervének legalább annyi kritikusa van azonban, mint támogatója. Az egyik leggyakoribb kritika az, hogy Periklész mindig is jobb politikus és szónok volt, mint stratéga. Donald Kagan a periklészi stratégiát egy kudarcba fulladt vágyálomnak nevezte, Barry S. Strauss és Josiah Ober szerint stratégaként kudarcot vallott, és az athéni vereségért a felelősség őt is terheli, Victor Davis Hanson álláspontja szerint pedig Periklész elmulasztotta annak az offenzív stratégiának a kidolgozását, amellyel Spártát vagy Thébait a háború befejezésére tudták volna kényszeríteni. Kagan négy ponton kritizálja Periklész haditervét: egyrészt azzal, hogy nem volt hajlandó kisebb engedményekre sem, előidézte a háborút; másrészt nem volt meggyőző; harmadrészt túl gyenge volt ahhoz, hogy a felbukkanó lehetőségeket kihasználja; negyedrészt pedig a végrehajtása túlságosan függött magától Periklésztől, ezért a halála után elkerülhetetlen volt az elhagyása. Kagan Periklész éves ráfordítását a stratégia végrehajtására 2000 talentumra becsüli, ebből az összegből kiindulva pedig csupán három évig lett volna elég pénze a háború finanszírozására. Ebből arra következtet, hogy mivel Periklész tudatában kellett, hogy legyen ezeknek a korlátoknak, valószínűleg egy sokkal rövidebb háborúra számított. Más történészek, mint például Donald W. Knight szerint a stratégia túlságosan védekező felfogású volt ahhoz, hogy sikeres lehessen.
Platiasz és Koliopoulosz azonban nem ért egyet ezekkel a kritikákkal, szerintük az athéniak csak akkor vesztették el a háborút, amikor drámaian eltértek a periklészi stratégiától, amely kategorikusan elzárkózott minden további terjeszkedéstől. Hanson pedig azt hangsúlyozza, hogy bár nem volt innovatív a terv, de egy Athénnak kedvező stagnáláshoz vezethetett volna. Az általános vélekedés szerint az utódai nem rendelkeztek olyan erős jellemmel, mint Periklész.

### Szónokként
A modern történészek véleménye megoszlik a Thuküdidész által Periklész szájába adott beszédek hitelességéről, vagyis hogy tényleg ezek voltak-e a szavai, vagy csupán Thuküdidész találta ki őket. Mivel Periklész soha nem írta le vagy terjesztette beszédeit, egy történész sem tud biztos választ adni erre a kérdésre. Thuküdidész emlékezetből jegyezte le három szónoklatát, ezért nem vehetjük biztosra, hogy nem szőtte bele saját véleményét vagy gondolatait. Habár Periklész volt az ihletének egyik legfőbb forrása, néhány történész megjegyzi, hogy a Periklésznek tulajdonított beszédek szenvedélyes és idealista stílusa homlokegyenest szemben áll Thuküdidész kimért, elemző írói stílusával. Ez azonban a retorika és a történetírás műfajának egyesítéséből is fakadhat, vagyis Thuküdidész a két különböző célra két különböző írói stílust használhatott.
Kagan azt állítja, hogy Periklész magáévá tett egy olyan beszédstílust, amely mentes volt a csőcselékhez szóló demagógok közönséges és hatásvadász fogásaitól, Diodórosz szerint pedig összes honfitársán túltett ékesszólásával. Plutarkhosz szerint „arcának soha el nem mosolyodó szigorúsága, nyugodt járása, köpenye ráncainak gondos elrendezése, amit beszéd közben nem rontott el semmi indulatkitörés, méltóságteljes hanghordozása s más ilyen tulajdonságai mindenkire mély hatással voltak.” Az életrajzíró azonban arra is rámutat, hogy „Ión, a költő éppen ellenkezőleg azt állítja, hogy Periklész modora fennhéjázó és öntelt volt. Nagyzolt, gőgös volt, és megvetette a többieket.” Gorgiasz, Platónnak a róla elnevezett dialógusában, Periklészt az erőteljes szónoklás példájaként említette. Platón Menexenoszában azonban Szókratész megkérdőjelezi azt, hogy Periklész, aki Aszpásziától tanult retorikát, jobb szónok lenne, mint valaki, akit Antiphón tanított. Szerinte Periklész halotti beszédét is Aszpászia írta, kortársai Periklész iránti tiszteletét pedig hevesen támadja. Sir Richard C. Webb az államférfiként páratlan Periklészt két szempontból szónokként is egyedülállónak tartotta: egyrészt személyes befolyását, másrészt gondolataival és morális erejével szerzett szónoki hírnevét sem előtte, sem utána nem tudta Athénban senki megszerezni.
Ellenfelei – különösen azok a komikus költők, akiknek műveiből a későbbi kor számunkra már csak töredékeket őrzött meg – úgy beszéltek róla, mint aki „villámlik”, „mennydörög”, akinek beszéde „viharokat kavar föl”, és akit gúnyosan bár, de mégiscsak gyakran hasonlítottak össze magával az „olümposzi Zeusszal”.

### Hagyatéka
Periklész hagyatékát leginkább az ő neve által fémjelzett aranykor irodalmi és művészeti alkotásaiban láthatjuk, amiknek nagy része a mai napig fennmaradt. Az Akropolisz még romokban is a modern Athén szimbóluma. Ezek a mesterművek önmagukban elegendőek lennének ahhoz, hogy a görög kultúrát halhatatlanná tegyék.
A politikában, Victor L. Ehrenberg szerint Periklész hagyatékának egyik alapeleme az athéni imperializmus, amely az uralkodó államon kívüli embereket megfosztja a valódi demokrácia és szabadság jogától. Ennek az arrogáns imperializmusnak az elősegítését tekintik az athéni bukás okának. Periklész terjeszkedésre irányuló politikájának a középpontjában az állt, hogy az elnyomott országokban a demokráciát elősegítse.
A szólásszabadságot is ezen időszak hagyatékának tekintik, Periklészt pedig az ókori görög államférfiak ideális típusának, gyászbeszéde manapság egyet jelent a részvételi demokráciáért és polgári büszkeségért folyó küzdelemmel.

### Ókori irodalom
- Arisztophanész: Az akharnabéliek
- Arisztotelész: Az athéni állam
- Arisztotelész: Politika
- Marcus Tullius Cicero: A szónok
- Hérodotosz: Történelem, 6. könyv
- Platón: Alkibiádész I.
- Platón: Gorgiasz
- Platón: Menexenosz
- Platón: Phaidrosz
- Plutarkhosz: Párhuzamos életrajzok
- Marcus Fabius Quintilianus: Institutiones
- Diodórosz: Bibliothéké, 12. könyv
- Thuküdidész: A peloponnészoszi háború
- Xenophón: Az athéni állam

### Modern irodalom
- Aird, Hamish. Pericles: The Rise and Fall of Athenian Democracy. The Rosen Publishing Group (2004). ISBN 0-8239-3828-X
- Badian, E. (1987). „The Peace of Callias”. "Journal of Hellenic Studies" 107, 1–39. o, Kiadó: The Society for the Promotion of Hellenic Studies. DOI:10.2307/630067.
- Beloch, K.J. (1884). Die Attische Politik seit Perikles . Leipzig (in German).
- Beloch, K.J. (1893). Griechische Geschichte. Volume II (in German).
- Blois de, Lukas. An Introduction to the Ancient World. Routledge (UK) (1997). ISBN 0-415-12774-2
- Buckley, Terry. Aspects of Greek History 750-323 BC. Routledge (UK) (1996). ISBN 0-415-09957-9
- Butler, Howard. The Story of Athens. Kessinger Publishing (2005). ISBN 1-4179-7092-8
- Cawkwell, George. Thucydides and the Peloponnesian War. Routledge (UK) (1997). ISBN 0-415-16552-0
- Cunningham L.S., Reich J.J.. Culture And Values. Thomson Wadsworth (2005). ISBN 0-534-58228-1
- Davis, John Kenyon. Athenian propertied families, 600-300 B.C.. Clarendon Press (1971). ISBN 0-19-814273-0
- Delbrück, Hans (1920): History of the Art of War, University of Nebraska Press; Reprint edition, 1990. Translated by Walter, J. Renfroe. Volume 1.
- Dobson, J.F.. Pericles as an orator, The Greek Orators. London: Methuen (1919. July). Hozzáférés ideje: 2007. január 12.
- Encyclopaedic Dictionary The Helios. Volume VIII. article: The Funeral Speech over the Fallen. Volume XV. article: Pericles (in Greek).
- Ehrenberg, Victor L.. From Solon to Socrates. Routledge (UK) (1990). ISBN 0-415-04024-8
- Fine, John V.A.. The Ancient Greeks: A critical history. Harvard University Press (1983). ISBN 0-674-03314-0
- Fornara Charles W., Loren J. Samons II. Athens from Cleisthenes to Pericles. Berkeley: University of California Press (1991)
- Gomme, A. W.. An Historical Commentary on Thucydides (I-V). Oxford University Press (1945–1981) (A. Andrewes and K. J. Dover). ISBN 0-19-814198-X
- Hanson, Victor Davis. How the Athenians and Spartans fought the Peloponnesian War (translated in Greek by Angelos Philippatos). Athens: Livanis Editions (2007 (English Edition 2005)). ISBN 9-789-601414-95-9
- Henri, Madeleine M.. Prisoner of History. Aspasia of Miletus and her Biographical Tradition. Oxford University Press (1995). ISBN 0-19-508712-7
- Hornblower, Simon. The Greek World 479-323 BC. Routledge (UK) (2002). ISBN 0-415-15344-1
- Hurwit, Jeffrey M.. The Acropolis in the Age of Pericles. Cambridge University Press (2004). ISBN 0-521-82040-5
- Just, Roger. Women in Athenian Law and Life. Routledge (UK) (1991). ISBN 0-415-05841-4
- Kagan, Donald. Athenian Strategy in the Peloponnesian War, The Making of Strategy: Rules, States and Wars by Williamson Murray, Alvin Bernstein, MacGregor Knox. Cambridge University Press (1996). ISBN 0-521-56627-4
- Kagan, Donald. The Archidamian War. Ithaca: Cornell University Press (1974). ISBN 0-8014-0889-X
- Kagan, Donald. The Outbreak of the Peloponnesian War. Ithaca: Cornell University Press (1989). ISBN 0-8014-9556-3
- Kagan, Donald. War aims and resources (432–431), The Peloponnesian War. Viking Penguin (Penguin Group) (2003). ISBN 0-670-03211-5
- Kakridis, Ioannis Th. (1993). Interpretative Comments on the Pericles' Funeral Oration. Estia (in Greek).
- Katula, Richard A.. The Origins of Rhetoric, A Synoptic History of Classical Rhetoric by James J. Murphy, Richard A. Katula, Forbes I. Hill, Donovan J. Ochs. Lawrence Erlbaum Associates (2003). ISBN 1-880393-35-2
- King, J.D. (2005). Athenian Democracy and EmpirePDF(135 KiB).
- Knight, D.W. (1970). „Thucydides and the War Strategy of Pericles”. Mnemosyne 23, 150–160. o. DOI:10.1163/156852570X00713.
- Libourel, Jan M. (1971. October). „The Athenian Disaster in Egypt”. "American Journal of Philology" 92 (4), 605–615. o, Kiadó: The Johns Hopkins University Press. DOI:10.2307/292666.
- Loraux, Nicole. Aspasie, l'étrangère, l'intellectuelle, La Grèce au Féminin (in French). Belles Lettres (2003). ISBN 2-251-38048-5
- Mattson, Kevin. Creating a Democratic Public. Penn State Press (1998). ISBN 0-271-01723-6
- McGregor, Malcolm F.. Government in Athens, The Athenians and their Empire. The University of British Columbia Press (1987). ISBN 0-7748-0269-3
- Mendelson, Michael. Many Sides: A Protagorean Approach to the Theory, Practice, and Pedagogy of Argument. Springer (2002). ISBN 1-4020-0402-8
- Miller, Laura. „My Favorite War”, The Last Word, The New York Times, 2004. március 21. (Hozzáférés: 2008. június 7.)
- Monoson, Sara. Plato's Democratic Entanglements. Princeton University Press (2000). ISBN 0-691-04366-3
- Morrison, J.S. (1950). „Pericles Monarchos”. Journal of Hellenic Studies 70, 76–77. o, Kiadó: The Journal of Hellenic Studies, Vol. 70. DOI:10.2307/629294.
- Ober, Josiah. National Ideology and Strategic Defence of the Population, from Athens to Star Wars, Hegemonic Rivalry: From Thucydides to the Nuclear Age. Westview Pr (1991). ISBN 0-8133-7744-7
- Ober, Josiah. The Athenian Revolution. Princeton, New Jersey: Princeton University Press (1996). ISBN 0-691-01095-1
- Paparrigopoulos, Konstantinos (-Karolidis, Pavlos)(1925), History of the Hellenic Nation (Volume Ab). Eleftheroudakis (in Greek).
- Platias Athanasios G., Koliopoulos Constantinos. Thucydides on Strategy. Eurasia Publications (2006). ISBN 960-8187-16-8
- Pericles, Oxford Classical Dictionary edited by Simon Hornblower and Antony Spawforth (1996)
- Pericles, Encyclopaedia Britannica (2002)
- Podlecki, A.J.. Perikles and His Circle. Routledge (UK) (1997). ISBN 0-415-06794-4
- Power, Edward J.. A Legacy of Learning. SUNY Press (1991). ISBN 0-7914-0610-5
- Rhodes, P.J.. A History of the Classical Greek World. Blackwell Publishing (2005). ISBN 0-631-22564-1
- Ruden, Sarah. Lysistrata. Hackett Publishing (2003). ISBN 0-87220-603-3
- Samons, Loren J.. The Peloponnesian War, What's Wrong with Democracy?. Los Angeles, California: University of California Press (2004). ISBN 0-520-23660-2
- Sealey, Raphael. The Peloponnesian War, A History of the Greek City States, 700-338 B. C.. University of California Press (1976). ISBN 0-520-03177-6
- Shrimpton, G.. Theopompus The Historian. McGill-Queen's Press - MQUP (1991). ISBN 0-7735-0837-6
- Sicking, CMJ. Distant Companions: Selected Papers. Brill Academic Publishers (1998). ISBN 90-04-11054-2
- Smith, William. Death and Character of Pericles, A History of Greece. R. B. Collins (1855)
- Starr, Chester G.. A History of the Ancient World. Oxford University Press US (1991). ISBN 0-19-506628-6
- Ste Croix de, GEM. The Character of the Athenian Empire. Historia III (1955–1956)
- Ober Josiah, Strauss Barry S.. The Anatomy of Error: Ancient Military Disasters and Their Lessons for Modern Strategists. St Martins Pr (1990). ISBN 0-312-05051-8
- Szabó, Árpád. Hellász hősei. Lord Könyvkiadó (1996). ISBN 9638544430
- Tuplin, Christopher J.. Pontus and the Outside World. Brill Academic Publishers (2004). ISBN 90-04-12154-4
- Vlachos, Angelos (1992). Remarks on Thucydides' History of the Peloponnesian War (Α΄-Δ΄). Volume I. Estia (in Greek).
- Vlachos, Angelos (1974). Thucydides' bias. Estia (in Greek).
- Wade-Grey, H.T. (1945). „The Question of Tribute in 449/8 B. C.”. "Hesperia" 14 (3), 212–229. o, Kiadó: American School of Classical Studies at Athens.
- Wet de, B.X. (1969). „This So-Called Defensive Policy of Pericles”. Acta classica 12, 103–119. o.
- Yunis, Harvey. Taming Democracy. Cornell University Press (1996). ISBN 0-8014-8358-1